# Piletocera rhopalophora
Piletocera rhopalophora là một loài bướm đêm trong họ Crambidae.